# Tibagi
Tibagi là một đô thị thuộc bang Paraná, Brasil. Đô thị này có diện tích 3108,746 km², dân số năm 2007 là 19345 người, mật độ 6,4 người/km².